# Hlboké nad Váhom
Hlboké nad Váhom  est un village de Slovaquie situé dans la région de Žilina.

## Histoire
Première mention écrite du village en 1347.

## Démographie

### Évolution de la population
| Année:               | 1994. | 2004. | 2014.   | 2024.   |
| -------------------- | ----- | ----- | ------- | ------- |
| Nombre de personnes: | 0     | 915   | 952     | 953     |
| Différence:          |       | –     | +4,04 % | +0,10 % |

| Année:               | 2023. | 2024.   |
| -------------------- | ----- | ------- |
| Nombre de personnes: | 969   | 953     |
| Différence:          |       | -1,65 % |